# Waldkirchen an der Thaya
Waldkirchen an der Thaya är en ort och kommun  i Österrike. Den ligger i distriktet Waidhofen an der Thaya i förbundslandet Niederösterreich, 110 km nordväst om huvudstaden Wien. Kommunen gränsar i norr till Tjeckien.
Kommunen består av sju orter (Ortschaften) (inom parentes invånarantal 1 januari 2024):

- Fratres (0)
- Gilgenberg (0)
- Rappolz (0)
- Rudolz (0)
- Schönfeld (0)
- Waldhers (0)
- Waldkirchen an der Thaya (486)